# شزم (جادوگر)
شِزَم (به انگلیسی: Shazam) یک شخصیت خیالی در کتاب‌های کامیک آمریکایی منتشر شده توسط دی‌سی کامیکس است. این شخصیت توسط بیل پارکر و سی.سی. بک در ابتدا برای انتشارات فاست کامیکس خلق شده بود؛ که برای اولین بار در شمارهٔ ۲ از مجموعه کمیک ویز کامیکس (فوریه ۱۹۴۰) حضور پیدا کرد. او جادوگری باستانی است که به بیلی بَتسون جوان قدرت تبدیل شدن به ابرقهرمانی به نام کاپیتان مارول را می‌دهد. دی‌سی کامیکس سپس از سال ۱۹۷۳، ماجراجویی‌های کاپیتان مارول را تحت عنوان شزم! به نام خود ثبت کرد.
جایمن هانسو نقش این جادوگر باستانی را در فیلم‌های شزم! (۲۰۱۹)، و شزم! خشم خدایان (۲۰۲۳) به کارگردانی دیوید اف. سندبرگ، و فیلم اسپین‌آف بلک ادم (۲۰۲۲) ایفا کرده‌است.

## تاریخچه
حدود ۹۰۰۰ سال پیش، زمانی که شزم تنها یک پسر جوان چوپان بود، توسط شش خدای فراموش شده برای تبدیل به قهرمان آن‌ها برگزیده شد. با به زبان آوردن کلمه جادویی «ولارم»، این پسر تبدیل به یک قهرمان می‌شد. سال‌ها بعد او فردی به‌شمار می‌رفت که مسئولیت اعطای این قدرت به تث ادم و بیلی بَتسون را به عهده داشت. زمانی که بیلی برای نخستین بار او را ملاقات کرد، شزم به او گفت که نامش برگرفته از سرواژه شش پهلوان باستان است و هر حرف با ویژگی‌های خاص خودش به او قدرت اعطا می‌کند. این شش حرف عبارتند از:
- S دانش سلیمان
- H قدرت هرکول
- A استقامت اطلس
- Z نیروی زئوس
- A شجاعت آشیل
- M سرعت مرکوری